# San Bonaventura da Bagnoregio
San Bonaventura da Bagnoregio ist eine römisch-katholische Kirche und Titelkirche im Quartier Don Bosco in Rom an der Via Marcio Rutilio.
Am 1. November 1974 wurde die Pfarrei mit einem Dekret von Kardinalvikar Ugo Poletti errichtet und den Minoriten zur Seelsorge anvertraut. Die Kirche wurde vom Architekten Francesco Paolo Riccobene erbaut und am 19. Mai 1999 von Kardinalvikar Camillo Ruini geweiht.
Am 28. Juni 2018 wurde sie von Papst Franziskus zur Titelkirche erhoben. Ihr erster Kardinal wurde Joseph Coutts.